# Elfingen
Elfingen is een plaats en voormalige gemeente in het Zwitserse kanton Aargau.
Elfingen telt 270 inwoners.

## Geschiedenis
Op 1 januari 2022 fuseerde de gemeente met Bözen, Effingen en Hornussen tot de gemeente Böztal. Hierbij werd Elfingen overgeheveld van het district Brugg naar het district Laufenburg.

## Externe link

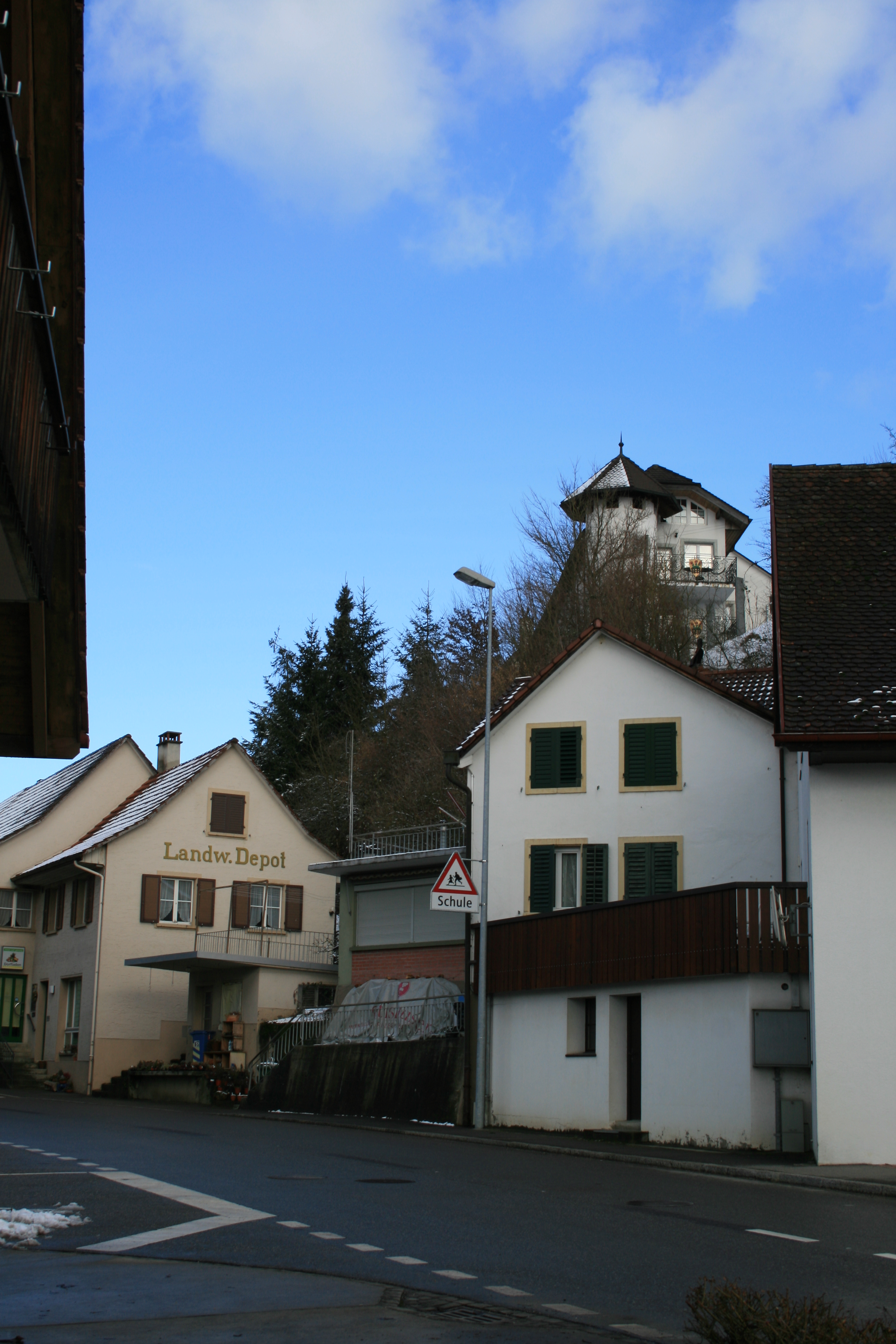
Elfingen